# Sielsowiet romanowski (obwód kurski)
Sielsowiet romanowski (ros. Романовский сельсовет) – jednostka administracyjna wchodząca w skład rejonu chomutowskiego w оbwodzie kurskim w Rosji.
Centrum administracyjnym sielsowietu jest wieś (ros. село, trb. sieło) Romanowo.

## Geografia
Powierzchnia sielsowietu wynosi 131,92 km².

## Historia
Status i granice sielsowietu zostały określone ustawami z 2004 i z 2010 roku.

## Demografia
W 2017 roku sielsowiet zamieszkiwało 499 mieszkańców.

## Miejscowości
W skład sielsowietu wchodzą miejscowości: Romanowo, Aleksina, Bibikow, Wieć, Diemienino, Żukow, Zarieczje, Klincy, Mielnicziszcze, Pletniew, Podlesnaja Polana, Riedkije Dubki, Samochwałowka, 2-j Starszenskij, 3-j Starszenskij, Starszeje, Swiatoziorka, Szewczenko.